# 阳祖耀
阳祖耀（1955年—2025年1月15日），湖南湘乡人，汉族，中华人民共和国政治人物、第十二届全国人民代表大会湖南地区代表。

## 人物经历
阳祖耀毕业于湖南农学院（今湖南农业大学）农作物栽培专业。1976年12月加入中国共产党。1978年12月毕业后参加工作。曾任湘乡县城关镇农科站、县委办公室干部、泉塘区委副书记、湖山乡党委书记、湘乡县人民政府副县长，湘乡市人大常委会副主任，湘乡市政府副市长，湘乡市委常委、常务副市长。
1994年9月出任中共湘乡市委副书记、市长。1997年升任中共湘乡市委书记。
2002年升任湘潭市人民政府副市长。2006年9月升任中共湘潭市委常委。
2011年1月，当选为湘潭市第十三届人民代表大会常务委员会主任，并于2012年12月连任。
2013年，担任全国人大代表。
2015年1月，辞去湘潭市人大常委会主任一职。2025年1月15日，因病逝世。